# Josef Steinruck
Josef Steinruck (* 16. September 1935 in Würzburg) ist ein deutscher Kirchenhistoriker.

## Leben
Das zweite von sechs Kindern des Bauern Johann Steinruck und seiner Ehefrau Berta, geb. Göbel, aus Bergtheim besuchte von 1942 bis 1947 die Volksschule in Bergtheim, von 1947 bis 1949 das humanistische Gymnasiums in Miltenberg und von 1949 bis 1953 das Alte Gymnasium in Würzburg (Abitur: Juli 1953). Vom Wintersemester 1953/54 bis einschließlich Wintersemester 1958/59 studierte er Theologie an der Theologischen Fakultät der Universität Würzburg. Dort wurde er 1953 Mitglied der katholischen Studentenverbindung KDStV Gothia Würzburg. Nach Priesterweihe in Würzburg am 15. März 1959 war er zunächst Kaplan in Wörth am Main. Von 1. Mai 1960 bis 31. Oktober 1961 förderte ihn die Kommission für Bayerische Landesgeschichte bei der Bayerischen Akademie der Wissenschaften in München als Stipendiat mit Studienaufenthalten an ausländischen Archiven, besonders am Vatikanischen Geheimarchiv in Rom. Nach der Promotion am 26. Juni 1962 zum Dr. theol. an der Theologischen Fakultät der Universität Würzburg mit der Dissertation über Johann Baptist Fickler, und erneuter Tätigkeit in der Seelsorge wurde er zur Habilitation freigestellt. Vom 1. Januar 1964 bis zum 31. März 1972 war wissenschaftlicher Assistent am Seminar für Kirchengeschichte an der Theologischen Fakultät der Universität Würzburg. Nach der Habilitation am 10. Februar 1971 für das Fach Kirchengeschichte des Mittelalters und der Neuzeit durch die Theologische Fakultät der Universität Würzburg aufgrund der Habilitationsschrift Preußen und die römische Kurie im Nuntiaturstreit (1785–1790) [bisher nicht veröffentlicht] und Ernennung zum Privatdozenten durch Urkunde vom 30. April 1971 wurde er am 1. April 1972 ordentlicher Professor für Kirchengeschichte des Mittelalters und der Neuzeit an der Theologischen Fakultät Trier. Als Professor wurde er am 1. Oktober 2000 entpflichtet. Vom 5. April 1982 bis zum 30. September 2009 war er Studiendekan der Theologischen Fakultät Trier (zuständig für Studienberatung und Prüfungsangelegenheiten). Benedikt XVI. ernannte ihn 2009 zum Ehrenprälaten Seiner Heiligkeit.

## Werke (Auswahl)
- Johann Baptist Fickler. Ein Laie im Dienste der Gegenreformation (Reformationsgeschichtliche Studien und Texte. Band 89). Aschendorff, Münster 1965, OCLC 718123842 (zugleich Dissertation, Würzburg 1962).